# Abraham Joshua Heschel
Abraham Joshua Heschel (Warschau, 11 januari 1907 – New York, 23 december 1972) was een Amerikaanse rabbijn van Poolse komaf.

## Levensloop
Heschel stamde uit een Joodse familie van belangrijke chassidische rabbijnen. In zijn ouderlijk huis leerde hij naast Jiddisch, Hebreeuws en Pools ook de Duitse taal. In 1925 ging hij naar Wilna, dat toen bij Polen behoorde om daar aan het Mathematisch-Naturwissenschaftlichen Gymnasium te studeren. In 1927 ging hij studeren aan de Hochschule für die Wissenschaft des Judentums en aan de Humboldtuniversiteit in Berlijn, waar hij in 1932 zijn doctoraal-graad behaalde, maar zijn promotie werd door de nazi's tegengehouden. Zijn dissertatie Das prophetische Bewußtsein verscheen in 1936 in Krakau (Polen).

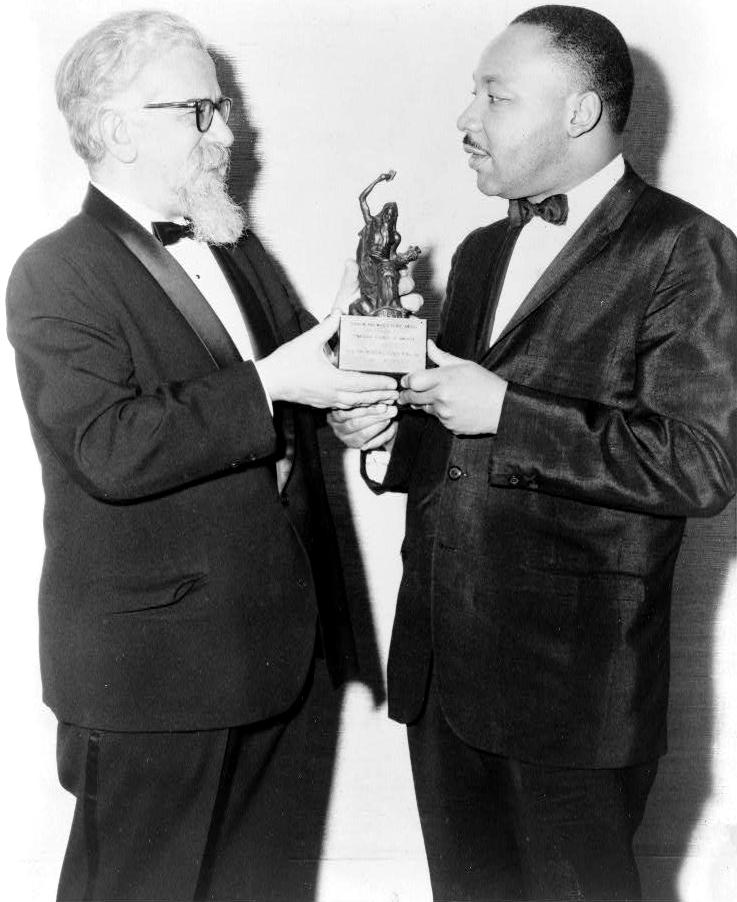
Heschel met Martin Luther King in 1965

Martin Buber benoemde hem in 1937 als zijn opvolger aan het Jüdische Lehrhaus in Frankfurt am Main. In 1938 werd hij door de Gestapo opgepakt en naar Warschau uitgewezen. Na eerst geïnterneerd geweest te zijn kwam Heschel met hulp van zijn familie vrij en woonde hij tot de zomer van 1939 in Warschau. Kort voor de Duitse invasie in Polen ging hij naar Londen, waar zijn broer Jakob rabbijn was. Na zes maanden kreeg hij een uitreisvisum naar de Verenigde Staten. 
Heschel kwam in maart 1940 naar Cincinnati en bleef daar vijf jaar leraar aan de Hebrew Union College. In Cincinnati leerde hij Sylvia Straus kennen, een pianiste uit Cleveland; zij trouwden in 1946. Intussen was Heschel naar New York gegaan, waar hij een leerstoel voor Joodse ethiek en mystiek aan het Jewish Theological Seminary van America zou aannemen. Dit ambt behield hij zijn verdere leven. De dochter van de Heschels is professor voor Joodse Studies.
Abraham Heschel zette zich in het bijzonder in voor de rechten van de Afro-Amerikanen in de Verenigde Staten. In 1965 nam hij deel aan de beroemde mars in Montgomery in Alabama met Martin Luther King. Bij de herdenking van King op 8 april 1968 gaf Heschel een lezing uit het Oude Testament. Abraham Joshua Heschel overleed in 1972 op 65-jarige leeftijd.

## Werken

### Belangrijkste
- Man is not alone (1951)
- God in Search of Man (1954)
- The Prophets (1962)
- Torah min Ha-Sjamajim b'Espakloriah sjel Ha-Dorot (Band I: 1962, II: 1965, III: 1990 (postuum).

### Overige
- Das prophetische Bewußtsein (1932)
- Maimonides (1935).
- The Earth is the Lord's (1949)
- The Sabbath (1951)
- Man's Quest for God (1954)

### Nederlandse vertalingen
- God zoekt de mens; een filosofie van het jodendom (Amsterdam, 2011)
- De sabbat & Vernieuwing vanuit de traditie; een joodse visie (Amsterdam, 2006)
- In het licht van Zijn aangezicht (Utrecht, 1954)
- De Profeten (Vught, 2013)
- Onzekerheid in vrijheid (Houten, 1989)
- De sabbat & Vernieuwing vanuit de traditie (Amsterdam, 2006)
- De mens is niet alleen (Utrecht, 2011)
- De aarde is des Heren (Baarn, 1991)
- Wie is de mens (Middelburg, 2022)

- Bibsys: 90550186
- Biblioteca Nacional de Chile: 000059490
- Bibliothèque nationale de France: cb11907443x (data)
- CiNii: DA01669021
- Gemeinsame Normdatei: 119260689
- International Standard Name Identifier: 0000 0001 0864 3391
- Library of Congress Control Number: n79089126
- Nationale Bibliotheek van Letland: 000076799
- MusicBrainz: 4995c0be-ba7f-4fad-bda3-fedba7ba2089
- National Archives and Records Administration: 10581716
- Bibliotheek van het Japanse parlement: 00443195
- Nationale Bibliotheek van Tsjechië: skuk0002977
- Nationale bibliotheek van Australië: 35191070
- Nationale Bibliotheek van Israël: 987007262780005171
- Nationale Bibliotheek van Polen: a0000001188446
- Nationale en Universitaire bibliotheek Zagreb: 000407308
- Nederlandse Thesaurus van Auteursnamen: 068348894
- Réseau des bibliothèques de Suisse occidentale: 02-A003368272
- Istituto Centrale per il Catalogo Unico: CFIV021526
- LIBRIS: 225185
- SNAC: w6sj1kx0
- Système universitaire de documentation: 02692126X
- Trove: 858564
- Virtual International Authority File: 4931176
- WorldCat: E39PBJfxdprTvKFVhfCKqgVXBP